# Франкфурт на Майн
 Тази статия е за града в Югозападна Германия.  За града в Източна Германия вижте Франкфурт на Одер.  
Франкфурт на Майн (на немски: Frankfurt am Main) е най-големият град в провинция Хесен, Германия, с население 773 068 души (2022 г.) – петият по големина град в Германия след Берлин, Хамбург, Мюнхен и Кьолн.
Намира се на координати 50°06'42,5" северна ширина и 8°41'09,4" източна дължина. Разположен край река Майн, с площ 248,3 км², Франкфурт е финансовият и транспортен център на Германия. Градът е един от водещите финансови центрове в Европа; в него се намират седалищата на Европейската централна банка и Франкфуртската външнотърговска банка. Според Ливърпулския университет Франкфурт е най-богатият град в Европейския съюз.
Във Франкфурт се намират много от най-високите сгради в континентална Европа. Поради струпването на небостъргачи в центъра си градът понякога бива наричан „Майнхатън“ по аналогия с Манхатън, кварталът на Ню Йорк, известен с многобройните си небостъргачи. Към август 2009 във Франкфурт има 21 сгради с височина над 100 м., като в процес на планиране са още 7. Повечето от които са офисни сгради, предимно централи на банки и застрахователни компании. Най-високата сграда е централата на „Комерцбанк“ – „Комерцбанк Тауър“ (на немски: Commerzbank Tower).
Съществуващи небостъргачи (подредени по височина в низходящ ред) и техните височини:
- Сградата на „Комерцбанк“ – 258,7 м;
- Панаирната кула – 256,5 м;
- Офис сграда на Вестендщрасе 1 – 228 м;
- Майн Тауър (централа на банка „Хелаба“ и единствен небостъргач с наблюдателна платформа на покрива) – 200 м;
- Сградата „Трианон“ – 186 м;
- Сградата на „Дрезднербанк (на Дойче Бан от 2010)“ – 166,7 м;
- Офис сграда „Плаза“ и хотел „Мариот“ – 162 м;
- „Дойче Банк Хоххаус“ – 155 м;
- Офис сграда „Скайпър“ – 153,8 м;
- Сграда на Европейската Централна Банка – 148,5 м;
- Офис сграда „Ситихаус“ – 143,4 м;
- Франкфуртски офис център (FBC) – 140 м;
- Сградата „Галилео“ на „Дрезднербанк“ – 136,8 м;
- Офис сгради „Кастор унд Полукс“ – 126,9 м (по-високата от двете);
- Офис сгради „Гардън Тауърс“ – 126,5 м;
- Панаирна сграда номер 9 „Торхаус“ („Къщата-врата“) – 116 м;
- Офис сграда „Японски център“ – 115 м.

Небостъргачи в процес на проектиране:
- Сграда „МАКС“ на „Дойче Банк“ – 228 м;
- Сграда на Франкфуртската спестовна каса (Frankfurter Sparkasse)и Вюртембергската ипотечна банка (Wuerttembergische Hypothekenbank) – 195 м;
- Сграда „Ърбън Ентъртейнмънт Сентър“ – 195 м;
- Сграда „Хоххаус ам Опернплац“ („Небостъргач на площада на операта“) – 168 м;
- Небостъргач на Гютерплац – 160 м;
- Сграда „Кайзеркаре“ на „Комерцбанк“ – 135 м.

През Средновековието Франкфурт е бил свободен град и място за коронация на немските крале. Още тогава градът се обособява като един от главните търговски центрове в Европа. В града седалища имат повече от 300 банки, както и четвъртата по големина в света фондова борса.
Летището Франкфурт Рейн-Майн е третото по големина пътническо (след Хийтроу и Шарл дьо Гол) и най-голямото товарно летище в Европейския съюз с преминали през него 51,8 милиона пътници и 1,95 милиона тона товари през 2005 г.

## История
Първите писмени информации за Франкфурт датират от 22 февруари 794 г. Има и доказателства, че е съществувало селище на мястото на днешен Франкфурт още през 3000 пр.н.е. През 843 г. Франкфурт става най-важен град в кралството на източните франки. В него заседава и парламентът. През 1222 г. Франкфурт става свободен имперски град. От 1562 г. императорът бива коронован във Франкфурт. След разпадането на Свещената римска империя Франкфурт се присъединява към Рейнския съюз. През 1815 г. Франкфурт получава статус на свободен град и седалище на Федералното правителство. През 1871 г. във Франкфурт е подписан договорът прекратяващ Френско-Пруската война. През 1879 г. е построена новата сграда на фондовата борса, през 1880 г. – старата опера, през 1888 г. – централната гара, през 1914 г. – университетът, през 1926 г. – летището.
През 1900 г. франкфуртската борса е втората по големина в Германия (след берлинската).
По време на Нацистка Германия от Франкфурт са депортирани 9000 евреи. По време на Втората световна война Франкфурт е бомбардиран и е разрушен почти целият стар град. След разделението на Германия Франкфурт е на второ място в избора за столица на Федерална Република Германия и отстъпва на Бон.

## Население
Населението на Франкфурт на Майн през 2012 г. е 679 664 жители. От тях 51% са жени и 49% – мъже.
През 2005 г. под 18-годишни са 15,6% от населението. Над 65-годишни са 16,8%. Чужденците формират 24,8% от населението.

## Други
В града се намира един от най-големите и богати на животински видове зоопаркове в света. Той има изключителен принос в изучаването и опазването на много видове редки и световно застрашени животни.

## Известни личности

### Родени във Франкфурт на Майн
- Теодор Адорно (1903 – 1969), философ
- Адолф Бекерле (1902 – 1976), политик
- Йохан Волфганг фон Гьоте (1749 – 1832), писател
- Бенямин Лист (р. 1968), химик
- Ане Франк (1929 – 1945), писателка
- Ерих Фром (1900 – 1980), психолог и философ
- Ханс Цимер (р. 1957), композитор
- Карл Шварцшилд (1873 – 1916), физик
- Франц Шюц (1751 – 1781), художник
- Хорст Щьормер (р. 1949), физик

### Починали във Франкфурт на Майн
- Адолф Бекерле (1902 – 1976), политик
- Артур Шопенхауер (1788 – 1860), философ

### Други личности, свързани с Франкфурт на Майн
- Майкъл Крету (р. 1957), румънски музикант, учи в града през 1975 – 1978

## Побратимени градове
Франкфурт на Майн има няколко побратимени града:
- Бирмингам, Великобритания, от 1966
- Будапеща, Унгария, от 1990
- Гранада, Никарагуа, от 1991
- Гуанджоу, Китай, от 1988
- Дубай, Обединени Арабски Емирства, от 2002
- Исламабад, Пакистан
- Краков, Полша, от 1991
- Лион, Франция, от 1960
- Мадрас, Индия, от 2005
- Милано, Италия, от 1971
- Прага, Чехия, от 1990
- Тел Авив, Израел, от 1980
- Торонто, Канада